# Hyalonema
Hyalonema är ett släkte av svampdjur. Hyalonema ingår i familjen Hyalonematidae.

## Bildgalleri

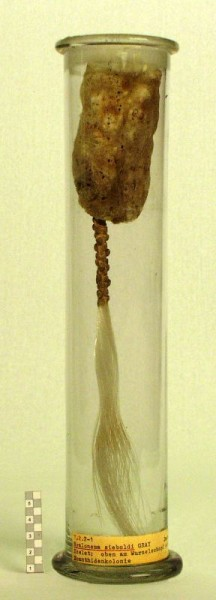
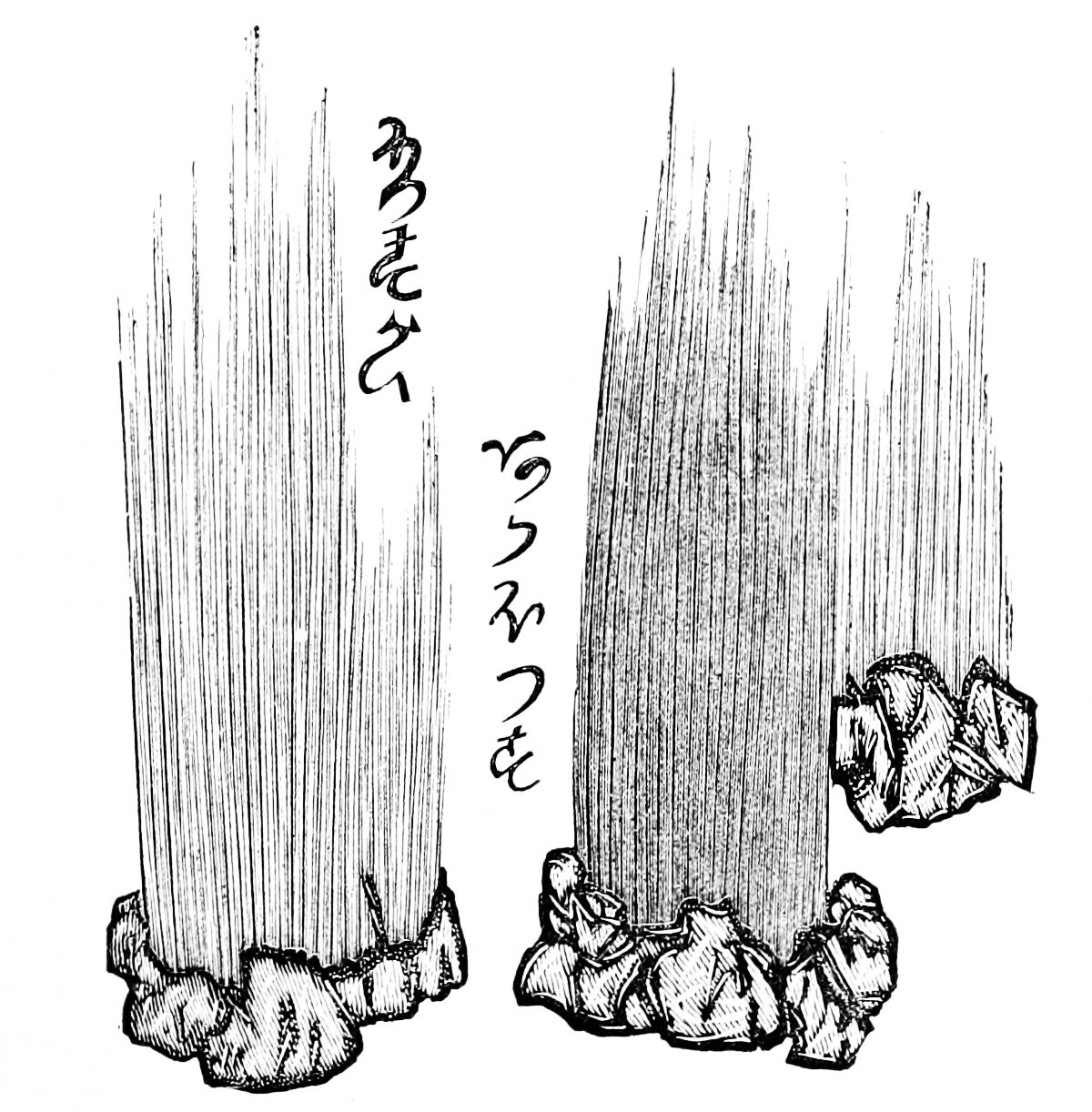

## Dottertaxa tillHyalonema, i alfabetisk ordning[1]
- Hyalonema abyssale
- Hyalonema acuferum
- Hyalonema aculeatum
- Hyalonema aequatoriale
- Hyalonema agassizi
- Hyalonema agujanum
- Hyalonema alcocki
- Hyalonema apertum
- Hyalonema azuerone
- Hyalonema bianchoratum
- Hyalonema bipinnulum
- Hyalonema brevancora
- Hyalonema calix
- Hyalonema campanula
- Hyalonema cebuense
- Hyalonema choaniferum
- Hyalonema clathratum
- Hyalonema clavigerum
- Hyalonema coniforme
- Hyalonema conus
- Hyalonema crassipinulum
- Hyalonema crassum
- Hyalonema cupressiferum
- Hyalonema curvisclera
- Hyalonema densum
- Hyalonema depressum
- Hyalonema divergens
- Hyalonema drygalskii
- Hyalonema elegans
- Hyalonema eupinnulum
- Hyalonema fimbriatum
- Hyalonema flagelliferum
- Hyalonema geminatum
- Hyalonema globiferum
- Hyalonema globus
- Hyalonema gracile
- Hyalonema grandancora
- Hyalonema heideri
- Hyalonema henshawi
- Hyalonema hercules
- Hyalonema hozawai
- Hyalonema indicum
- Hyalonema infundibulum
- Hyalonema intermedium
- Hyalonema investigatoris
- Hyalonema keianum
- Hyalonema keiense
- Hyalonema kenti
- Hyalonema kirkpatricki
- Hyalonema lamella
- Hyalonema lusitanicum
- Hyalonema madagascarense
- Hyalonema martabanense
- Hyalonema masoni
- Hyalonema microstauractina
- Hyalonema molle
- Hyalonema natalense
- Hyalonema nicobaricum
- Hyalonema obtusum
- Hyalonema ovatum
- Hyalonema ovichela
- Hyalonema owstoni
- Hyalonema ovuliferum
- Hyalonema parallela
- Hyalonema pateriferum
- Hyalonema pedunculatum
- Hyalonema pellucidum
- Hyalonema pinulifusum
- Hyalonema pirum
- Hyalonema placuna
- Hyalonema poculum
- Hyalonema polycaulum
- Hyalonema polycoelum
- Hyalonema populiferum
- Hyalonema proximum
- Hyalonema rapa
- Hyalonema repletum
- Hyalonema robustum
- Hyalonema rotundum
- Hyalonema schmidti
- Hyalonema sequoia
- Hyalonema sieboldi
- Hyalonema simile
- Hyalonema solutum
- Hyalonema somalicum
- Hyalonema spatha
- Hyalonema spinosum
- Hyalonema tasmani
- Hyalonema tenerum
- Hyalonema tenue
- Hyalonema tenuifusum
- Hyalonema thamnophorum
- Hyalonema thomsoni
- Hyalonema thomsonis
- Hyalonema timorense
- Hyalonema topsenti
- Hyalonema toxeres
- Hyalonema trifidum
- Hyalonema tulipa
- Hyalonema tylostylum
- Hyalonema umbraculum
- Hyalonema uncinata
- Hyalonema urna
- Hyalonema valdiviae
- Hyalonema validum
- Hyalonema weltneri
- Hyalonema vosmaeri